# SC Olympia 33
SC Olympia 33 – austriacki klub piłkarski, mający siedzibę w kwartale Breitensee wiedeńskiej dzielnicy Penzing.

## Historia
Chronologia nazw:
- 1933: SC Olympia 33
- 1960: klub rozwiązano – po fuzji z SK Slovan Wien

Klub sportowy SC Olympia 33 został założony w miejscowości Wiedeń w 1933 roku z inicjatywy Erwina Puschmanna, członka KPÖ. Klub został zainicjowany dla młodzieży komunistycznej jako następca Sportklub Westend, rozwiązanego w 1933. Początkowo występował w niższych ligach Wiednia. Dopiero po zakończeniu II wojny światowej klub awansował do Wiener Stadtligi w 1954. W sezonie 1954/55 najpierw zwyciężył w trzeciej lidze, a potem w meczach playoff wygrał dwumecz (0:0 i 6:3) z SC Harland, zdobywając awans do Staatsligi B. Aby poradzić sobie z rosnącą rzeszą widzów, klub przeniósł się z własnego boiska sportowego na Steinbruchstrasse do Red-Star-Platz w pobliskim Fünfhaus. W 1956 był czwartym w tabeli, a w 1957 po wygraniu Staatsligi B świętował historyczny awans do Staatsligi A. W debiutowym sezonie 1957/58 na najwyższym poziomie zajął 11.miejsce. W następnym sezonie 1958/59 po raz ostatni zagrał w najwyższej lidze, po zajęciu ostatniego 14.miejsca spadł do Regionalliga Ost. Po zakończeniu sezonu 1959/60, w którym zajął 7.miejsce w tabeli, klub połączył się z SK Slovan, który grał w Wiener 2. Klaße (D4). Klub po fuzji przyjął nazwę SK Slovan-Olympia Wien. Z taką nazwą występował do 1969, a potem zmienił nazwę na SK Slovan Wien.

## Barwy klubowe, strój
|  |  |

Klub ma barwy czarno-czerwone.

## Sukcesy

### Trofea międzynarodowe
Nie uczestniczył w rozgrywkach europejskich (stan na 31-05-2019).

### Trofea krajowe
| \| \| Zdobyte trofea w rozgrywkach Austrii (stan na: 31-05-2019) \| |                                                            |      |          |
| Rozgrywki                                                           | Osiągnięcie                                                | Razy | Sezon(y) |
| · Mistrzostwo                                                       | I miejsce                                                  | 0    |          |
| · Mistrzostwo                                                       | II miejsce                                                 | 0    |          |
| · Mistrzostwo                                                       | III miejsce                                                | 0    |          |
| · Mistrzostwo                                                       | 11.miejsce                                                 | 1    | 1957/58  |
| Puchar                                                              | zdobywca                                                   | 0    |          |
| Puchar                                                              | finalista                                                  | 0    |          |
| Puchar                                                              | 1/16 finału                                                | 1    | 1958/59  |
| II liga                                                             | I miejsce                                                  | 1    | 1956/57  |
| II liga                                                             | II miejsce                                                 | 0    |          |
| II liga                                                             | III miejsce                                                | 0    |          |
| Austria                                                             | Zdobyte trofea w rozgrywkach Austrii (stan na: 31-05-2019) |      |          |

- Wiener Stadtliga (D3):
  - mistrz (1x): 1954/55

## Poszczególne sezony

### Rozgrywki międzynarodowe

#### Europejskie puchary
Nie uczestniczył w rozgrywkach europejskich.

### Rozgrywki krajowe
| \| Austria \| Bilans występów klubu w rozgrywkach piłkarskich Austrii (Stan na 31 maja 2019 r.) \| \| |                                                                                   |        |       |   |   |   |    |    |     |                    |        |        |      |
| Poziom                                                                                                | Rozgrywki                                                                         | Sezony | Mecze | Z | R | P | B+ | B– | Pkt | Lata               | Awanse | Spadki | Naj. |
| I | Staatsliga A                                                                      | 2      |       |   |   |   |    |    |     | 1957–1959          | 0      | 1      | 11   |
| II | Staatsliga B/ Regionalliga Ost                                                    | 3      |       |   |   |   |    |    |     | 1955–1957, 1959/60 | 1      | 1      | 1    |
| III                                                                                                   | Wiener Stadtliga                                                                  | 1      |       |   |   |   |    |    |     | 1954/55            | 1      | 0      | 1    |
| | Puchar Austrii                                                                    | 2      |       |   |   |   |    |    |     | od 1958–1960       | 0      | 0      | 1/16 |
| Austria                                                                                               | Bilans występów klubu w rozgrywkach piłkarskich Austrii (Stan na 31 maja 2019 r.) |        |       |   |   |   |    |    |     |                    |        |        |      |

## Struktura klubu

### Stadion
Klub piłkarski rozgrywał swoje mecze domowe na stadionie Olympia Sportplatz w Wiedniu o pojemności 3 000 widzów.

## Kibice i rywalizacja z innymi klubami

### Derby
- Admira Wiedeń
- Austria Wiedeń
- FC Wien
- First Vienna FC 1894
- Rapid Wiedeń
- 1. Simmeringer SC
- Wacker Wiedeń
- Wiener AC
- Wiener SC